# Breckenridge (Colorado)
Breckenridge è una città degli Stati Uniti d'America, situata nella Contea di Summit, nello Stato del Colorado. Nel 2010 la popolazione era censita in 4.540 abitanti.
Breckenridge è balzata alle cronache nazionali e non, per essere la prima città del Colorado dove ha aperto un'attività commerciale interamente dedicata alla vendita di cannabis al pubblico, dopo la liberalizzazione dell'uso e della vendita da parte del governo del Colorado nel 2014. 
Proprio su questa vicenda è basato il documentario Marijuana Store - High profits, trasmesso in Italia da TV8, che vede protagonisti Brian Rodgers e Caitlin McGuire, due imprenditori titolari del negozio di marijuana, ed evidenzia le problematiche che questa nuova attività ha causato alla città e ai suoi cittadini.
Vicino a Breckenridge è presente un importante comprensorio sciistico che ospita anche competizioni internazionali, come la Nor-Am Cup.